# Konqueror
Konqueror är en kombinerad webbläsare, förhandsgranskare och filhanterare som ingår i skrivbordsmiljön KDE. Det är utvecklat av frivilliga programmerare för Unix-operativsystem. Konqueror är licensierat under öppen källkods-licensen GNU General Public License

## KIO
Förutom att läsa webbsidor och filer kan Konqueror även förhandsgranska diverse filformat via KIO-slavar, däribland Zip-filer och ljud-CD:r. Konqueror kan även nå SFTP-servrar, Bonjour och SMB (Windows-fildelning).